# Вурм, Василий Васильевич
Василий (Вильгельм) Васильевич Вурм (нем. Wilhelm Wurm; 1826—1904) — немецко-русский музыкант, виртуоз-исполнитель на корнет-а-пистоне, музыкальный педагог, дирижёр и композитор. Последний Главный капельмейстер войск российской императорской гвардии в 1869—1889 гг.

## Биография
По происхождению немец. Из семьи капельмейстера чёрных гусар великого герцога Брауншвейгского. Начальное музыкальное образование получил у своего отца, затем окончил Брауншвейгское музыкальное училище. В 1847 переехал в Санкт-Петербург и считается (наряду с Теодором Рихтером и Густавом Метцдорфом) одним из трёх крупнейших немецких трубачей, работавших в России.. В 1847 году был назначен солистом Императорского двора и оркестра Дирекции Императорских театров в Санкт-Петербурге (до 1878 г.). с 1862 года — солист Его императорского величества. Более 40 лет был ведущим солистом-концертантом, его манера исполнения стала определяющей для российской традиции игры на корнете и трубе. Гастролировал в Перми, Нижнем Тагиле, Екатеринбурге, Тамбове, Саратове (неоднократно), Кишинёве.
В 1862 году, при открытии Санкт-Петербургской консерватории, был приглашён в число её профессоров. В преподавании широко использовал традиции русского музыкального исполнительства. В консерватории им впервые были созданы классы «совокупной игры» (камерный ансамбль). Среди его учеников — Ю. Аавик, И. И. Армсгеймер, А. Б. Гордон, А. В. Иогансон, А. Н. Шмидт. В 1865—1867 гг. преподавал игру на корнете будущему императору Александру III и музицировал вместе с ним.
В декабре 1874 получил российское подданство.
С 1869 по 1889 год служил капельмейстером музыкантских хоров войск российской императорской гвардии.
В 1894 году вышел на пенсию, однако в 1897—1904 гг. состоял на оплате по числу учеников в Петербургской консерватории.
В 1873 году встретил и подружился с Жаном-Батистом Арбаном, который посвятил ему одно из своих сочинений — музыкальную пьесу «Kaprise og variasjoner».
Автор многих военных маршей, учебника «Школа для корнета с пистонами» (издано в 1929 г.) и «Сборника всех русских гвардейских полковых маршей» для фортепиано. Ему принадлежит ряд сочинений для военного оркестра, 40 квартетов для духовых инструментов, 30 трио и 41 дуэт.
Вурм также служил придворным музыкальным советником императоров Александра II и Александра III.
Будучи современником А. Г. Рубинштейна, Г. И. Венявского и К. Ю. Давыдова, неоднократно принимал с ними участие в концертах.
Член Петербургского филармонического общества (с 1854, с 1864 — один из его директоров).

## Награды
- орден Святого Станислава 2-й и 3-й степеней,
- Орден Святой Анны 3-й степени
- Орден Вазы (Швеция),
- Орден Короны (Пруссия) IV класса.